# Delverde
Delverde è un pastificio italiano specializzato nella produzione di pasta di semola di grano duro, fondato nel 1967.

## Storia
L'azienda fu fondata nel 1967 da Lillino Baccelli a Fara San Martino, in Provincia di Chieti, in Abruzzo. Nei decenni successivi l'azienda visse un periodo di espansione, anche a livello internazionale, arrivando, nei primi anni 2000, a fatturare oltre 50 milioni di euro, in prevalenza grazie alle vendite all'estero.
Nel 2002 l'azienda iniziò un lungo periodo di crisi dovuto a scelte finanziare dubbie. Per tale motivo furono indagati i vertici societari, poi successivamente condannati nel 2012.
Nel 2005, il 17 febbraio, il pastificio Delverde fu dichiarato fallito. Poco dopo, nel settembre del 2005, l'azienda fu rilevata dal fondo di investimento Faro srl. Nello stesso anno venne avviata una fase di sviluppo e rafforzamento strategico guidata dall'amministratore delegato Leonardo Valenti.
Negli ultimi mesi del 2008 l'azienda ha varato un aumento di capitale di 8 milioni di euro. Tale aumento di capitale è avvenuto anche grazie all'ingresso nell'azionariato, al 35% circa, della multinazionale argentina Molinos Río de la Plata s.a., una delle più grandi imprese alimentari del Sud America. Il suddetto aumento di capitale è stato sottoscritto rispettivamente dal Fondo di Investimento Faro s.r.l., per 2,5 milioni di euro, e dalla Molinos Río de la Plata s.a., per 5,5 milioni.
Nel 2009 la multinazionale argentina Molinos Río de la Plata s.a., tramite la controllata spagnola Molinos Delplata Sl, aumenta la propria partecipazione nella società arrivando a detenerne il 99,5% del capitale sociale.
Dal 1º gennaio 2010 l'azienda sostituisce i propri manager, introducendo Luca Ruffini come CEO e Simone Caruso come direttore vendite.
Nel mese di aprile 2019, la Delverde è stata acquistata dal gruppo Newlat Food SpA, società multibrand italiana con sede a Reggio Emilia, leader nel settore alimentare e con numerosi stabilimenti in Italia e all'estero.

## Prodotti
I prodotti Delverde sono distribuiti in Italia e nei principali mercati internazionali quali: Francia, Paesi Bassi, Regno Unito, Stati Uniti, Canada, America del Sud e Germania.
- Pasta
- Prodotti biologici